# Рава, Пьетро
Пье́тро Ра́ва (итал. Pietro Rava; 21 января 1916, Кассине — 5 ноября 2006, Турин) — итальянский футболист, левый защитник. Чемпион мира 1938 года, Олимпийский чемпион 1936 года. До своей смерти в 2006 году, Пьетро Рава был последним живым чемпионом мира 1938 года.

## Карьера
Пьетро Рава родился 21 января 1916 года в Кассине, провинция Алессандрия, однако в довольно юном возрасте он с семьёй переехал в Турин, в район Крусетта, находящейся на западе города, где находилось большое количество полей, но самым популярным была поле «Дополаворо Ферроварио», которое находилось на проспекте Париги, за 100 метров от дома Рава, а отец Пьетро был начальником железнодорожной станции Порта Суса, которой и принадлежало поле. А за 200 метров от дома Равы был проспект Марсилья, на котором находился стадион клуба «Ювентус».

«Оставляя открытым окно своей комнаты, меня очень ясно достигал крик возбуждённой толпы. Когда я слышал неудержимый крик тиффози, я отлично понимал то чувство, которым владеет и запечатляется у «Ювентуса».»

Так как поле «Дополаворо Ферроварио» находилось близко к стадиону «Ювентуса», на которое многие сотрудники клуба бьянконери ходили на поле, чтобы понаблюдать за талантливыми юношами, среди них был Греппи, который был впечатлён уровнем игры Рава, который был быстр и бесстрашен на поле, любопытно, что уже через 5 минут от начала игры его лицо становилось красным и оставалось таким до конца игры, в которой Рава не останавливался ни на одну минуту. Греппи, бывший руководителем молодёжного состава «Юве» понаблюдал за игроком ещё несколько игр, а затем пригласил Раву попробовать себя в составе «Старой Синьоры». Там он провёл несколько матчей и теоретических занятий с молодёжным составом команды, однако после этого, команда не связывалась с Пьетро, а сам он подумал, что его решили не брать в клуб. Но Рава не сдался и лично поехал к Армано, бывшему игроку, а ныне тренеру команды, который просмотрел футболиста и увидел у игрока будущее в «Ювентусе». Раву временно отправили в клуб «Виртус», являвшейся дочерней командой «Юве», где Пьетро тренировался и набирался навыков.
Летом 1935 года, Рава вернулся в «Ювентус», его дебют случился 3 ноября 1935 года в матче с «Фиорентиной», Рава попал в состав благодаря травме Вирджинио Розетты, чемпиона мира 1934 года в предыдущем матче с «Болоньей», игра завершилась вничью 1:1. Следующий же матч Рава провёл лишь в феврале 1936 года, составив трио защитников с Розеттой и Фони, «Юве» тот матч выиграл 3:0, после чего стал игроком основного состава клуба и даже был вызван Витторио Поццо на Олимпиаду в Берлин.
На Олимпийских играх у итальянцев была тяжёлая сетка. Сначала они играли со скоростной и выносливой командой США, который стал первым для Равы в футболке национальной команды. США недостаток техники компенсировала жесткостью, а иногда и грубостью, а на 53-й минуте игры, арбитр удалил Рава с поля, неумышленно ударив прямой ногой Джорджа Немчика в область плеча, однако через 5 минут итальянцы забили гол, оказавшийся единственным в матче. Несмотря на удаление, Рава, благодаря существовавшим тогда правилам, дисквалифицирован не был и провёл три оставшиеся игры, став золотым медалистом Олимпиады.
В 1936 году Розетта, главный конкурент Равы в составе бьянконери, решил завершить карьеру, что открыло «дорогу» для Равы в состав «Юве». С которым он уже через год победил в кубке Италии, в том же 1937 году, когда был завоёван кубок, Рава дебютировал в матче за «неолимпийскую» сборную Италии в матче на кубок Центральной Европы против команды Венгрии, в котором итальянцы победили 2:0. А в 1938 году Рава в составе национальной сборной поехал на чемпионат мира, который начался свистом французских зрителей в сторону команды, чья страна пропагандировала фашизм, но итальянцы стойчески восприняли спист толпы, поприветствовав её традиционной поднятой правой рукой, а в матче победила соперника, команду Норвегии, а затем победили хозяев — французов, сборную Бразилии, а в финале — венгров, Рава был участником всех этих игр.

«Мы возвращались в Италию в поезде. Первой остановкой триумфального проезда был мой Турин, по очевидным причинам соседствующий с границей. В Турине мы были приняты в Порта Суса, станции, где начальником был мой отец. Потом мы были приняты в Риме, столице, Дворце Венеции, самим Муссолини, который поблагодарил за услугу, оказанную Родине. Моим вознаграждением был пергамент и премия в 8000 лир. На эти деньги я купил себе новый автомобиль, Topolino 9500.»

Сезоне 1938/39, начавшийся после чемпионата мира, прошёл для Рава неудачно, сначала он был отстранён на 3 матча из клуба после поражения «Ювентуса» от «Луккезе» со счётом 0:1. А 5 февраля 1939 года Рава в матче с клубом «Модена» Рава специально отдал два мяча соперникам, таким образом он начал забастовку, требуя повышения зарплаты, но «Ювентус» ответил на это отстранив игрока от участия матчей до конца сезона.

«Я хотел, считаться игроком команды серии А, то есть быть профессионалом. В течение долгих лет я посвящал всего себя футболу. Я начал постепенно, с молодёжи, как и сам „Ювентус“, моя единственная любовь, так почему те руководители не могли удовлетворить меня??? Так в Модене я решился на забастовку, и я скрестил руки на груди; я не стыжусь того, что сделал это. Это были трудные времена и для нас, футболистов, у нас была слава, но не богатство; и я должен был думать о будущем, я сделал это для своей семьи.»

В следующем сезоне, всё же конфликт был погашен, хотя и повышения зарплаты Рава не было, а сам Рава провёл в чемпионате 28 матчей. В том же сезоне, 4 июня 1939 года Рава в составе сборной Италии поехал в Белград, в котором сборная встречалась с югославами, команда фашистского государства была встречена враждебно местной публикой, а после игры, которую Италия выиграла 2:1 в Раву, выходившего со стадиона вместе с командой, был брошен камень, сразу после этого, тренерским штабом было принято решение провести окольным маршрутом к аэропорту. Но и здесь сборная была замечена и закидана толчёным стеклом.
В начале 1940-х для всего итальянского футбола наступили тяжёлые времена, страна вела войну. В 1942 году «Ювентус» выиграл, второй для Равы, кубок Италии, убедительно переиграв в финале «Милан» 4:1. В военном чемпионате 1944 года в «дерби» «Ювентус»—«Торино», Рава стал участником драки, после того как Валентино Маццола, игрок «Торино», ударил Феличе Бореля, в драке участвовали все основным и запасные игроки, после чего на поле были введены войска, для того, чтобы разнять дерущихся

«Все мы одновременно услышали у трибун ясный гул, спровоцированный пулеметами, направляемыми рукой членов фашистской партии; они, действительно, не нашли ничего лучшего, чтобы прекратить наш разъяренный спор. Вся публика, стряхнувшая с себя страх, убежала со стадиона и, мы, игроки, завершили встречу в абсолютном одиночестве. Очевидно, что на следующий день газеты не опубликовали новость о игре.»

После окончания войны, Рава провёл один сезон в клубе «Алессандрия», во время игры за которую Рава сыграл свой последний матч за сборную Италии, 1 января 1946 года против Австрии, в котором итальянцы выиграли 3:2. Затем вернулся в «Ювентус», где выступал до 1950 года, в общей сложности Рава защищал цвета «Ювентуса» 13 сезонов, в течение которых он 330 раз выходил на поле и забил 15 голов. Свой последний матч Рава сыграл 19 марта 1950 года, в сезоне, в котором Рава наконец стал чемпионом Италии, но он провёл лишь 6 матчей, а в команде блистали Карло Парола и Джампьеро Бониперти, молодые игроки, уже ставшие звёздами. Завершил карьеру игрока Рава в клубе «Новара» в 1952 году.
После завершения карьеры игрока, Рава стал тренером, работая с клубами «Падова», «Сампдория», «Палермо», «Алессандрия», «Монца», «Каррарезе» и «Кунео».
Умер Пьетро Рава 5 ноября 2006 в Турине, после операции на правом бедре в больнице Мартини, находящейся на улице Тофане, которое он сломал за несколько дней до этого, страдая от болезни Альцгеймера. Через день, 6 ноября, «Ювентус» провёл матч чемпионата Италии против клуба «Наполи» с траурными чёрными повязками на руке.

## Статистика выступлений
| Сезон   | Клуб        | Лига              | Чемпионат | Чемпионат | Кубок | Кубок | Митропа | Митропа |
| Сезон   | Клуб        | Лига              | Игры      | Голы      | Игры  | Голы  | Игры    | Голы    |
| ------- | ----------- | ----------------- | --------- | --------- | ----- | ----- | ------- | ------- |
| 1935/36 | Ювентус     | Серия А           | 7         | 0         | 1     | 0     | 0       | 0       |
| 1936/37 | Ювентус     | Серия А           | 30        | 0         | 2     | 0     | 0       | 0       |
| 1937/38 | Ювентус     | Серия А           | 30        | 0         | 6     | 0     | 6       | 0       |
| 1937/38 | Ювентус     | Серия А           | 30        | 0         | 6     | 0     | 6       | 0       |
| 1938/39 | Ювентус     | Серия А           | 12        | 0         | 0     | 0     | 0       | 0       |
| 1939/40 | Ювентус     | Серия А           | 28        | 1         | 4     | 0     | 0       | 0       |
| 1940/41 | Ювентус     | Серия А           | 30        | 1         | 2     | 1     | 0       | 0       |
| 1941/42 | Ювентус     | Серия А           | 30        | 1         | 6     | 0     | 0       | 0       |
| 1942/43 | Ювентус     | Серия А           | 13        | 0         | 0     | 0     | 0       | 0       |
| 1944    | Ювентус     | Военный чемпионат | 14        | 1         | 0     | 0     | 0       | 0       |
| 1945/46 | Ювентус     | Серия А           | 36        | 7         | 0     | 0     | 0       | 0       |
| 1946/47 | Алессандрия | Серия А           | 38        | 5         | 0     | 0     | 0       | 0       |
| 1946/47 | Ювентус     | Серия А           | 29        | 3         | 0     | 0     | 0       | 0       |
| 1948/49 | Ювентус     | Серия А           | 38        | 0         | 0     | 0     | 0       | 0       |
| 1949/50 | Ювентус     | Серия А           | 6         | 0         | 0     | 0     | 0       | 0       |
| 1950/51 | Новара      | Серия А           | 22        | 1         | 0     | 0     | 0       | 0       |
| 1951/52 | Новара      | Серия А           | 3         | 0         | 0     | 0     | 0       | 0       |

## Достижения
- Чемпион Олимпиады: 1936
- Чемпион мира: 1938
- Обладатель кубка Италии: 1938, 1942
- Чемпион Италии: 1950
- Командор ордена за заслуги перед Итальянской Республикой[2]: 2003